# Supernova 1006
Supernova 1006 je nejjasnější zaznamenaná supernova. V roce 1006 se na obloze objevila nová hvězda, pravděpodobně nejjasnější supernova našeho letopočtu. Během několika dnů se tato hvězda stala jasnější než planeta Venuše. Hvězdu popsali pozorovatelé, kteří žili na územích dnes známých jako Čína, Japonsko, Egypt (Ali ibn Ridwan), Írán (Avicenna), Itálie[zdroj?] a Švýcarsko (Klášter St. Gallen). V současnosti můžeme pozorovat už jen mračno trosek po hvězdné explozi. Měření rychlosti stále se rozpínající rázové vlny umožňuje lepší odhad její vzdálenosti a skutečné jasnosti. Na základě historických záznamů i teoretických výpočtů se maximální hvězdná velikost této supernovy odhaduje na −7,5±0,5 mag.